# Моніка Тернер
Мо́ніка Те́рнер (Monica G. Turner; нар. в Нью-Йорку) — американська еколог, першопрохідинця в галузі ландшафтної екології. Доктор філософії (1985), іменна професор (Eugene P. Odum Professor) екології Вісконсинського університету в Медісоні, де працює від 1994 року, член НАН США (2004). Дослідниця відновлення лісів Єллоустонського національного парку після великих пожеж 1988 року (див. Єллоустонська пожежа 1988 року). Нагороджена медаллю Бенджаміна Франкліна (2020).

## Життєпис
Росла на Лонг-Айленді. Збиралася стати ветеринаркою, проте її подальшу кар'єру визначила літня робота в студентські роки в Єллоустонському національному парку. Закінчила Фордгемський університет (бакалавр біології summa cum laude, 1980). 1985 року здобула ступінь доктора філософії з екології в університеті Джорджії. Потім завершила там само дворічну постдокторантуру, протягом семи років була науковою співробітницею національної лабораторії Оук-Ридж. Від 1994 року — у Вісконсинському університеті в Медісоні, де нині є професоркою зоології, іменною професоркою (Eugene P. Odum Professor) екології (від 2005) на кафедрі зоології, також Vilas Research Professor. Від 2014 року була президентом екологічного товариства Америки, його фелло. Відзначена медаллю Бенджаміна Франкліна (2020), найпрестижнішою відзнакою Екологічного товариства Америки — премією Роберта Макартура (2008), а також ECI Prize (2008, перша жінка-лауреат). Співшеф-редактор журналу Ecosystems (від 1996).
Відома у своїй галузі довгостроковими дослідженнями відновлення Єллоустоунського національного парку після великих пожеж 1988 року, а також досягнутим завдяки її працям розумінням стійкості лісових екосистем до пожеж і широкого збитку від комах.
Опублікувала близько 275 наукових праць, авторка або редакторка шести книг. Публікувалася в Science, PNAS тощо. Авторка підручника «Теорія і практика ландшавтної екології» (англ. Landscape Ecology in Theory and Practice; 2001), що витримав уже два видання.
Двоє дітей.